# آلفونسو ژردان
آلفونسو جردن که با نام‌های آلفونس جردن یا آلفونس ژردان (۱۱۰۳–۱۱۴۸) شناخته می‌شود، کنت طرابلس (۱۱۰۵–۰۹)، کنت روئرگ (۱۱۰۹–۴۸) و کنت تولوز، مارگراف پروانس و دوک ناربون (۱۱۱۲–۴۸) بود.
وی فرزند ریمون چهارم، کنت تولوز از همسر سومش، الویرا کاستیل بود. وی در قلعه مونت پلرین در طرابلس در حین نخستین جنگ صلیبی به دنیا آمد. به وی نام ژردان داده شد چرا که در رود اردن غسل تعمید داده شد.
پس از مرگ پدرش، در حالی که وی ۲ سال بیشتر نداشت، قیمومیت وی به ویلیام جردن داده شد. پس از آن در ۵ سالگی به اروپا برده شد و برادرش برتراند کنت‌نشین روئرگ را به وی اعطا کرد. با مرگ در برتراند در سال ۱۱۱۲، آلفونسو جانشین برادرش در تولوز و پروانس شد.
در سال ۱۱۴، دوک ویلیام نهم آکتین، مدعی تولوز شد و به تولوز یورش برد و آن را تسخیر کرد. آلفونسو بخش‌هایی از قلمروی از دست رفته را بازپس گرفت اما نتوانست کنترل کامل تا سال ۱۱۲۳ به دست آورد. پس از موفقیت وی، آلفونسو توسط پاپ کالیکتوس دوم به دلیل تبعید راهبان سن‌ژیل تکفیر شد.